# セネガルの大学一覧
セネガルの大学一覧

## 国立大学
- ダカール大学 (Université Cheikh Anta Diop)、ダカール
- ガストン・ベルジェ大学 (Université Gaston Berger)、 サンルイ
- ジガンショール大学 (Université de Ziguinchor)、 ジガンショール

## 私立大学
- ダカール・ブルギバ大学 (Université Dakar Bourguiba)、ダカール
- アマドゥ・ハンパト・バ大学 (Université Amadou Hapate Ba de Dakar)、ダカール
- サヘル大学 (Université du Sahel)、ダカール

## 海外大学分校
- サフォーク大学・ダカールキャンパス(Suffolk University Dakar Campus)、ダカール